# Leptodactylus podicipinus
Leptodactylus podicipinus är en groddjursart som först beskrevs av Cope 1862.  Leptodactylus podicipinus ingår i släktet Leptodactylus och familjen tandpaddor. IUCN kategoriserar arten globalt som livskraftig. Inga underarter finns listade i Catalogue of Life.